# Sverrir Garðarsson
Sverrir Garðarsson (15 settembre 1984) è un calciatore islandese, difensore dello Haukar.

## Carriera

### Club
Garðarsson giocò con la maglia dello FH Hafnarfjörður, per poi passare ai norvegesi del Molde. Non giocò alcuna partita in prima squadra e, nel 2003, tornò allo FH Hafnarfjörður. Vi rimase fino al 2007, vincendo tre campionati, una coppa nazionale, due supercoppe e altrettante coppe di lega. Si trasferì poi agli svedesi del GIF Sundsvall, rimanendovi in forza per un anno e mezzo. Nel corso del 2009, infatti, tornò ancora allo FH Hafnarfjörður. Nel 2012, fu ingaggiato dallo Haukar.

### Nazionale
Garðarsson giocò per le selezioni Under-17, Under-19 e Under-21 della Nazionale islandese. Ebbe modo di debuttare nella selezione maggiore in data 21 novembre 2007, nella sconfitta per 3-0 contro la Danimarca, quando subentrò a Kristján Örn Sigurðsson.